# Gal Marguč
Gal Marguč, slovenski rokometaš, * 16. november 1996.
Gal je levo roki igralec na položaju desnega krila. 

## Igralna kariera

### Začetki
Prve rokometne korake je naredil pri 7 letih, pod taktirko profesorja Toneta Goršiča, kjer je preživel dve sezoni in se nato preselil k trenerju Vladu Murku. Športna pot ga je nato vodila skozi vse mlajše selekcije kluba Celje Pivovarna Laško, kjer je imel vseskozi vidno vlogo in si zagotovil tudi nastop v kadetski in mladinski reprezentanci.

#### Celje
Za člansko ekipo Celjanov igra od leta 2014. V sezoni 2014-15 je prvič zaigral v najmočnejšem klubskem tekmovanju, Ligi prvakov. 15. februarja 2015 je dosegel prve zadetke v tem tekmovanju, ko je v gosteh pri madžarskem Veszpremu zadel trikrat. V sezoni lige prvakov 2015-16 je dosegel skupno 20 golov. Prav na zadnji tekmi te sezone je doma proti Bešiktašu dosegel svoj dotedanji strelski rekord, ko je zadel kar osemkrat.

### Reprezentanca

#### Kadeti
Leta 2014 je bil v postavi slovenske kadetske reprezentance, ki je na Olimpijskih igrah za mlade na kitajskem osvojila zlato medaljo. V finalni tekmi je za zmago proti Egiptu dosegel osem zadetkov, od tega pet iz črte sedmih metrov od petih izvajanj in bil skupaj z Jancem najboljši strelec finala.

#### Mladinci
Bil je v postavi slovenske mladinske selekcije starosti do 19 let, ki je leta 2015 na Svetovnem prvenstvu v Rusiji zasedla drugo mesto in osvojila srebrno medaljo.

## Osebno
Gal prihaja iz rokometne družine. Že dedek je bil znan vratar, starejši brat Gašper pa je član evropskega rokometnega velikana Veszprema in tudi slovenski reprezentant. 